# Martina Bischof
Martina Bischof, geborene Martina Fischer (* 23. November 1957 in Berlin), ist eine ehemalige deutsche Kanutin.
Die Kanurennsportlerin des SC Berlin-Grünau gewann 1976 ihren ersten DDR-Meistertitel zusammen mit Marion Rösiger im Zweier-Kajak. Den Meistertitel konnten die beiden bis 1979 erfolgreich verteidigen, 1979 gewannen die beiden auch im Vierer-Kajak zusammen mit Birgit Fischer und Roswitha Eberl. 1977 und 1978 siegten Martina Fischer und Marion Rösiger bei den Weltmeisterschaften.
1979 heiratete Martina Fischer den Kanuten Frank-Peter Bischof. Martina Bischof und Marion Rösiger wurden bei den Weltmeisterschaften 1979 Zweite. Danach wurde Rösiger wegen Westkontakten aus den DDR-Kadern entfernt. Für die Olympischen Spiele in Moskau 1980 bildete Martina Bischof mit Carsta Genäuß aus Dresden ein Team. Die beiden gewannen in Moskau die Goldmedaille. 1978 und 1980 wurde sie für ihre sportlichen Erfolge mit dem Vaterländischen Verdienstorden ausgezeichnet.
Nach ihrer Karriere arbeitete sie in ihrem erlernten Beruf als Verkehrskauffrau.